# Накучани (Горњи Милановац)
Накучани је насеље у Србији у општини Горњи Милановац у Моравичком округу. Према попису из 2022. било је 49 становника. Удаљено је 12 км од Горњег Милановца. Налази се на надморској висини од 400 до 440 м и површини од 662 ха.
Накучани су првобитно припадали општини Калиманићи, а школи и црквеној парохији у селу Љутовница. Сеоска слава је други дан Тројица.
У селу постоје остаци инфраструктуре пруге уског колосека и зграда железничке станице. Овде се налазе Стари споменици на сеоском гробљу у Накучанима (општина Горњи Милановац).

## Историја
Накучани су постојали још у средњовековној Србији. Расељено је доласком Турака. Наново је насељено у 18. веку када су пристигли досељеници из Црне Горе, Старог Влаха и источне Србије. Накучани се први пут помињу у турском попису 1528. године као село Накуче. Тада је имало 8 домова. Нема поузданих сазнања о пореклу имена села.
У ратовима у периоду од 1912. до 1918. године село је дало 75 ратника. Погинуло их је 52 а 23 је преживело.

## Галерија
- Зграда старе железничке станице
- Остаци старе железничке пруге уског колосека
- Остаци старе железничке пруге уског колосека
- Остаци старе железничке пруге уског колосека
- Чесма
- Чесма
- Чесма
- Чесма

## Демографија
У пописима село је 1910. године имало 301 становника, 1921. године 240, а 2002. године тај број је спао на 123.
У насељу Накучани живи 105 пунолетних становника, а просечна старост становништва износи 48,1 година (48,5 код мушкараца и 47,8 код жена). У насељу има 46 домаћинстава, а просечан број чланова по домаћинству је 2,67.
Ово насеље је у потпуности насељено Србима (према попису из 2002. године), а у последња три пописа, примећен је пад у броју становника.
|  |

| Демографија | Демографија | Демографија |
| Година      | Становника  | Становника  |
| ----------- | ----------- | ----------- |
| 1948.       | 345         |             |
| 1953.       | 334         |             |
| 1961.       | 293         |             |
| 1971.       | 248         |             |
| 1981.       | 206         |             |
| 1991.       | 142         | 142         |
| 2002.       | 123         | 123         |
| 2011.       | 85          |             |

| Етнички састав према попису из 2002.‍ | Етнички састав према попису из 2002.‍ | Етнички састав према попису из 2002.‍ | Етнички састав према попису из 2002.‍ | Етнички састав према попису из 2002.‍ |
| ------------------------------------ | ------------------------------------ | ------------------------------------ | ------------------------------------ | ------------------------------------ |
|                                      |                                      |                                      |                                      |                                      |
| Срби                                 | Срби                                 |                                      | 123                                  | 100,0%                               |
| непознато                            | непознато                            |                                      | 0                                    | 0,0%                                 |

| Година пописа     | 1948. | 1953. | 1961. | 1971. | 1981. | 1991. | 2002. |
| ----------------- | ----- | ----- | ----- | ----- | ----- | ----- | ----- |
| Број домаћинстава | 70    | 72    | 73    | 71    | 64    | 55    | 46    |

| Број чланова      | 1  | 2  | 3 | 4 | 5 | 6 | 7 | 8 | 9 | 10 и више | Просек |
| ----------------- | -- | -- | - | - | - | - | - | - | - | --------- | ------ |
| Број домаћинстава | 13 | 14 | 7 | 5 | 2 | 4 | 1 | 0 | 0 | 0         | 2,67   |

| Пол    | Укупно | Неожењен/Неудата | Ожењен/Удата | Удовац/Удовица | Разведен/Разведена | Непознато |
| ------ | ------ | ---------------- | ------------ | -------------- | ------------------ | --------- |
| Мушки  | 57     | 18               | 34           | 3              | 2                  | 0         |
| Женски | 51     | 7                | 30           | 13             | 0                  | 1         |
| УКУПНО | 108    | 25               | 64           | 16             | 2                  | 1         |

| Пол    | Укупно                    | Пољопривреда, лов и шумарство | Рибарство                            | Вађење руде и камена | Прерађивачка индустрија       |
| ------ | ------------------------- | ----------------------------- | ------------------------------------ | -------------------- | ----------------------------- |
| Мушки  | 26                        | 4                             | 0                                    | 0                    | 14                            |
| Женски | 10                        | 3                             | 0                                    | 0                    | 7                             |
| УКУПНО | 36                        | 7                             | 0                                    | 0                    | 21                            |
| Пол    | Производња и снабдевање   | Грађевинарство                | Трговина                             | Хотели и ресторани   | Саобраћај, складиштење и везе |
| Мушки  | 1                         | 2                             | 3                                    | 0                    | 0                             |
| Женски | 0                         | 0                             | 0                                    | 0                    | 0                             |
| УКУПНО | 1                         | 2                             | 3                                    | 0                    | 0                             |
| Пол    | Финансијско посредовање   | Некретнине                    | Државна управа и одбрана             | Образовање           | Здравствени и социјални рад   |
| Мушки  | 0                         | 0                             | 2                                    | 0                    | 0                             |
| Женски | 0                         | 0                             | 0                                    | 0                    | 0                             |
| УКУПНО | 0                         | 0                             | 2                                    | 0                    | 0                             |
| Пол    | Остале услужне активности | Приватна домаћинства          | Екстериторијалне организације и тела | Непознато            | Непознато                     |
| Мушки  | 0                         | 0                             | 0                                    | 0                    | 0                             |
| Женски | 0                         | 0                             | 0                                    | 0                    | 0                             |
| УКУПНО | 0                         | 0                             | 0                                    | 0                    | 0                             |